# Кацурагава Хосю
Кацурагава Хосю (настоящее имя «Куниакира»; яп. 桂川甫周; 1751—1809) — японский учёный конца XVIII — начала XIX веков, врач по профессии.

## Биография
Кацурагава Хосю происходил из врачебной династии и был потомственным врачом при дворе сёгуна. Собственно он был Кацурагавой IV, поскольку четвёртым из этого рода занимал подобную должность. В 1777 году он был назначен «окуиси» — личным врачом сёгуна, в 1783 году получил почётное звание «хоген», которое присваивалось в те времена врачам, художникам и поэтам жанра рэнга. В 1794 году был назначен профессором медицинского училища, основанного правительством ещё в 1765 году. В 1783 году попал в опалу у председателя правительства Танумы Окицугу и был сослан на остров Микурадзиму. Однако через три года опала была снята, его восстановили в должности придворного врача и вернули ко двору.

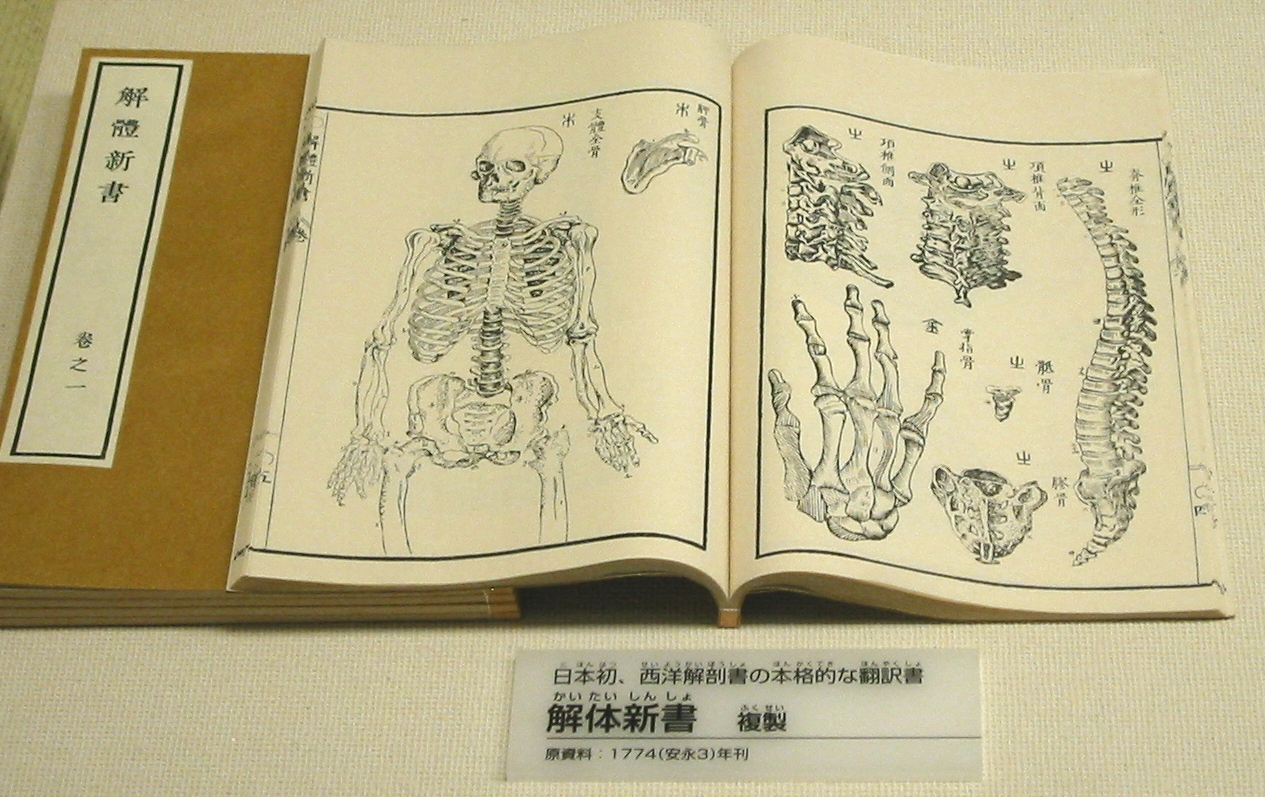
Кайтай синсё — японский перевод европейского анатомического трактата (1774)

Кацурагава знал голландский язык и участвовал в переговорах с иностранцами. Он интересовался западными науками, например, он участвовал в переводе «Кайтай синсё» («Новой книги по анатомии»), изданной в 1774 году. Это был перевод голландского перевода известной работы немецкого ученого Кулмуса «Anatomische Tabellen». Немного позже он учился у шведского ученого Карла-Петера Тунберга (1743—1828), ученика Линнея. Тунберг, работая врачом на корабле голландской Ост-Индской компании, в 1775 году прибыл в Нагасаки, а летом 1776 года в Эдо. В конце 1776 года Тунберг вернулся в Европу с собранным в Японии гербарием из более 800 видов растений. Основываясь на этом гербарии, он в 1784 году издал сочинение «Флора Японии». Именно у этого ученого во время его пребывания в стране учился Кацурагава и другой японский врач-ученый Накагава Дзюнан. Кацурагава даже получил от Тунберга свидетельство об успехах в лечении. Европейские влияния четко прослеживаются в произведениях Хосю, посвященных хирургии и фармакологии. Однако ученого интересовали не только профессиональные науки. Он написал и издал работы, посвященные географии мира «Тикю дзензу» («Карта земного шара») и «Бангкоке дзусецу» («Карта государств мира с пояснениями»). От Тунберга о Кацурагаве Хосю было известно и в России, поэтому Кирилл Лаксман через своего сына, руководителя посольства в Японии, отправил ему и Накагаве Дзюнану письма, термометры и коллекции минералов.